# Millerleon pretiosus
Millerleon pretiosus is een insect uit de familie van de mierenleeuwen (Myrmeleontidae), die tot de orde netvleugeligen (Neuroptera) behoort. 
Millerleon pretiosus is voor het eerst wetenschappelijk beschreven door Banks in 1909.